# 迈泽厄尔什
迈泽厄尔什，是匈牙利杰尔-莫雄-肖普朗州所辖的一个村。总面积48.48平方公里，总人口1014，人口密度20.9人/平方公里（2011年1月1日）。